# ناثان سميث (لاعب كرة قدم)
ناثان سميث (بالإنجليزية: Nathan Smith)‏ (18 أكتوبر 1994 بكلوفيس في الولايات المتحدة - ) هو لاعب كرة قدم أمريكي في مركز الدفاع. لعب مع بروينز لجامعة كاليفورنيا ‏.

## وصلات خارجية
- ناثان سميث (لاعب كرة قدم) على موقع الاتحاد الدولي (مؤرشف)  (الإنجليزية)
- ناثان سميث (لاعب كرة قدم) على موقع الدوري الأمريكي (الإنجليزية)
- ناثان سميث (لاعب كرة قدم) على موقع قاعدة بيانات كرة القدم.إي يو (الإنجليزية)
- ناثان سميث (لاعب كرة قدم) على موقع Soccerbase.com (لاعب) (الإنجليزية)
- ناثان سميث (لاعب كرة قدم) على موقع Soccerway.com (الإنجليزية)
- ناثان سميث (لاعب كرة قدم) على موقع عالم كرة القدم.نت (الإنجليزية)